# Vught
Vught /vœxt/ (ma frequentemente /fœxt/)  è una municipalità dei Paesi Bassi di 25 449 abitanti situata nella provincia del Brabante Settentrionale.
Fu sede del campo di concentramento nazista di Herzogenbusch.